# Eugen Gerstenmaier
Eugen Karl Albrecht Gerstenmaier, nemški evangeličanski teolog, poslovnež in politik, * 25. avgust 1906, Kirchheim unter Teck, † 13. marec 1986, Bonn.
Leta 1949 je postal poslanec v zahodnonemškem Bundestagu. Med letoma 1954 in 1969 je bil predsednik Bundestaga.